# 梁碧媛

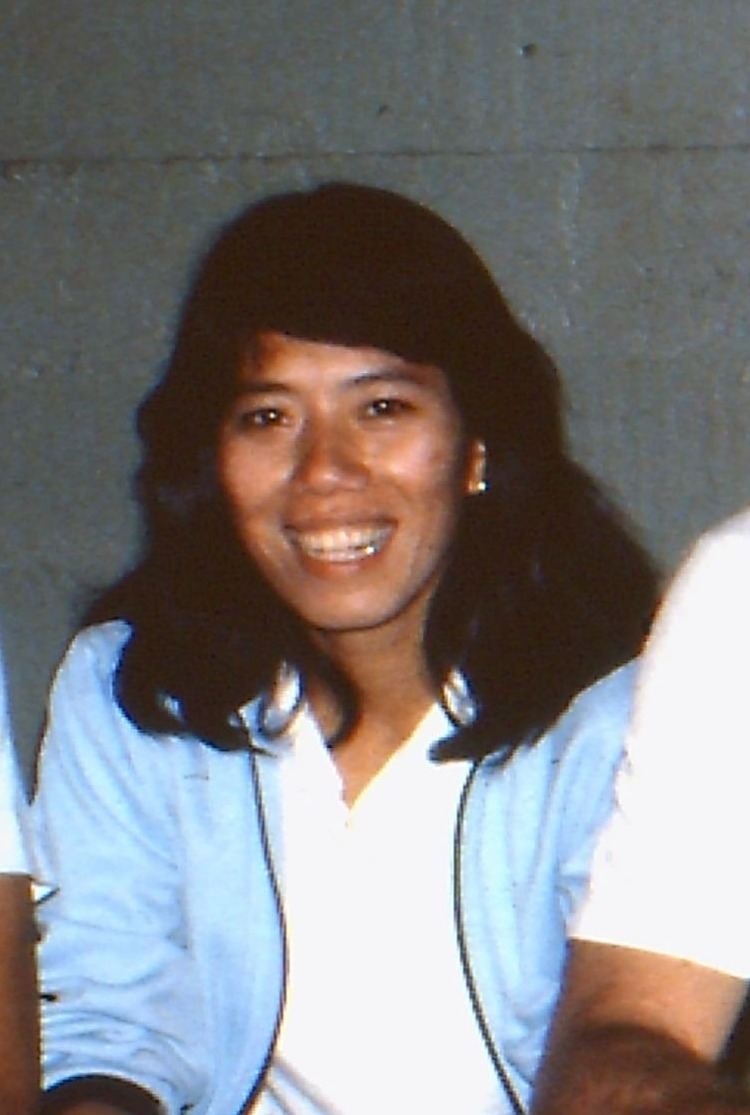
梁碧媛

梁碧媛（罗马拼音：Nio Pik Wan，1951年6月16日—），印尼语名：，印尼已退役女子羽球運動員，在1970年代被認為是印尼女子單打排名第一的球員。她嫁給6次美國單打冠軍克里斯·金納德，於1981年成為美國排名第一的球員。
她是8次全英羽球錦標賽男子單打冠軍梁海量的妹妹。

## 簡歷
梁碧媛是1951年出生於印尼的泗水，她是1971年至1975年印尼女子單打最佳球員。她曾為印尼國家隊在1969年、1972年和1975年的優霸盃隊打過單打（當時每3年舉辦一次比賽），並在1975年獲得女子世界團體冠軍。 
作為金納德夫人，她於1981年結束了自己的職業生涯，成為美國女子單打最佳球員，並代表美國隊成為1981年美國參加優霸盃的頭號球員。
除了在印尼和美國的頭銜外，梁碧媛還贏得了1971年的亞洲羽球錦標賽女子單打冠軍，1975年的澳大利亞羽球公開賽女子單打冠軍，1979年的墨西哥羽球公開賽混合雙打冠軍，以及1980年的南非羽球公開賽女子單打冠軍。